# Кивисили
Кивисѝли (на гръцки: Κιβισίλι) е село в Кипър, окръг Ларнака. Според статистическата служба на Република Кипър през 2001 г. селото има 231 жители.
Намира се на 2 km южно от Алетрико.